# Integraal management
Integraal management is binnen de bedrijfskunde sinds de jaren 80 van de 20e eeuw een veelvuldig toegepast organisatieprincipe. Er zijn bedrijven die de activiteiten overwegend centraal organiseren en bedrijven die dit decentraal doen. Integraal management past bij decentraal werken, waarbij organisatieonderdelen grotendeels hun gang kunnen gaan. Een valkuil is, dat organisatieonderdelen koninkrijkjes op zich worden, eilanden in de oceaan van de organisatie.
Organisatieonderdelen moeten vanuit het centrale bestuur duidelijk omschreven taken krijgen en de managers moeten begrijpen hoe de eigen taken samenhangen met andere taakgebieden in de organisatie om de doelstellingen van het geheel te kunnen realiseren. Integraal management betekent dat een afdeling of bedrijfsonderdeel volledig verantwoordelijk en bevoegd is op zijn eigen taakgebied, doelstellingen, werkproces, medewerkers en middelen. Daarnaast is een afdeling of bedrijfsonderdeel verantwoordelijk voor de interfaces met andere afdelingen of bedrijfsonderdelen (business units), terwijl de interfaces door het centrale bestuur worden bepaald en beheerd.
Het centrale bestuur handelt overeenkomstig het subsidiariteitsbeginsel: “decentraal, tenzij …” en legt de beslissingsbevoegdheid op het laagst mogelijke niveau. In een organisatie waar integraal management als besturingsfilosofie wordt gehanteerd, wordt aan het management en uiteindelijk aan alle medewerkers niet alleen een taak opgedragen, maar ook de daarvoor nodige ruimte en vrijheid gegeven bij de uitvoering. Het bewaken van het totale – integrale – resultaat en het stellen van de kaders waarbinnen de vrijheid kan gelden, vormen de hoofdverantwoordelijkheden van het centrale bestuur.
Meestal zijn afdelingen als financiële administratie, automatisering , public relations, corporate communication en personeelszaken centraal, terwijl afdelingen als inkoop, productie, distributie, marketing en verkoop decentraal zijn opgezet. De besturingsfilosofie past in de eerste plaats bij decentrale organisatieonderdelen. Een centralistisch besturingsmodel werkt volgens een meester-knechtrelatie: de meester heerst, de knecht dient; een integraal model volgens een collegiale relatie: de directie bedient (schept voorwaarden, stelt kaders en bewaakt samenhang), de afdelingshoofden beheersen (eigen afdelingsproces).